# Junior Mapuku
Junior M'Pia Mapuku (Kinshasa, 7 gennaio 1990) è un ex calciatore congolese (Repubblica Democratica del Congo), di ruolo attaccante.